# Phelister bistriatus
Phelister bistriatus är en skalbaggsart som beskrevs av Hinton 1935. Phelister bistriatus ingår i släktet Phelister och familjen stumpbaggar. Inga underarter finns listade i Catalogue of Life.